# جوزيف سويكرد
جوزيف سويكرد (بالإنجليزية:Josef Swickard) (مواليد 26 يونيو 1866- وفيات 29 فبراير 1940).ممثل ألماني المولد لمرحلة المخضرم والشاشة، والذي كان قد قام بجولة مع شركات الأوراق المالية في أوروبا، وجنوب أفريقيا، وأمريكا الجنوبية .

## روابط خارجية
- جوزيف سويكرد على موقع IMDb (الإنجليزية)
- جوزيف سويكرد على موقع ألو سيني (الفرنسية)
- جوزيف سويكرد على موقع أول موفي (الإنجليزية)
- جوزيف سويكرد على موقع قاعدة بيانات برودواي على الإنترنت (الإنجليزية)
- جوزيف سويكرد على موقع قاعدة بيانات الأفلام السويدية (السويدية)
- جوزيف سويكرد على موقع قاعدة بيانات الفيلم (الإنجليزية)
- جوزيف سويكرد على موقع كينوبويسك (الروسية)
- Joseph P. Swickard at Internet Broadway Database (IBDb.com)
- جوزيف سويكرد على موقع فايند أغريف